# Doleschallia kapaurensis
Doleschallia kapaurensis är en fjärilsart som beskrevs av Hans Fruhstorfer 1899. Doleschallia kapaurensis ingår i släktet Doleschallia och familjen praktfjärilar. Inga underarter finns listade i Catalogue of Life.